# Aeroportul Oral Ak Zhol
Aeroportul Oral Ak Zhol (IATA: URA, ICAO: UARR) este un aeroport din Provincia Kazahstanul de Vest, Kazahstan ce deservește zona Oral. Aeroportul a fost tranzitat în 2018 de 273.095 de pasageri. A fost numit după zona deservită.
Situat la o altitudine de 38 m, aeroportul dispune de 1 pistă.

## Infrastructură

### Piste
Aeroportul dispune de o singură pistă. Pista 4/22 are suprafața de beton și dimensiunile 2.799 m × 45 m. 